# Champagny-en-Vanoise
Champagny-en-Vanoise ist eine französische Gemeinde mit 545 Einwohnern (Stand 1. Januar 2022) im Département Savoie in der Region Auvergne-Rhône-Alpes.

## Geographie
Die Gemeinde gehört zur Tarentaise und liegt teilweise im Nationalpark Vanoise. Der höchste Punkt in der Gemeindegemarkung ist mit 3855 m die Bergspitze des Grande Casse, dem höchsten Berg des Vanoise-Massivs.
Champagny-en-Vanoise liegt am Ende eines Tals, durch das der Doron de Champagny fließt, der im weiteren Verlauf in der Nachbargemeinde Bozel den Namen Doron de Bozel trägt.

## Tourismus
Mehrere Wanderwege führen insbesondere vom Ende des Tals in Le Laisonnay aus in den Nationalpark Vanoise.
Champagny-en-Vanoise ist außerdem eine der Stationen des Skigebiets La Plagne, die in einer Höhe von 1250 m liegt.